# Bronny James
LeBron Raymone «Bronny» James Jr. (Cleveland, Ohio, 6 de octubre de 2004) es un jugador de baloncesto estadounidense que pertenece a la plantilla de Los Angeles Lakers de la NBA y está también asignado a su filial de la G League, los South Bay Lakers. Con 1,88 metros de altura, juega en la posición de base o escolta.
Jugó a nivel universitario un año en USC antes de ser elegido por los Lakers en la segunda ronda del Draft de la NBA de 2024. Es el hijo mayor del jugador de baloncesto LeBron James.

## Carrera

### Inicios

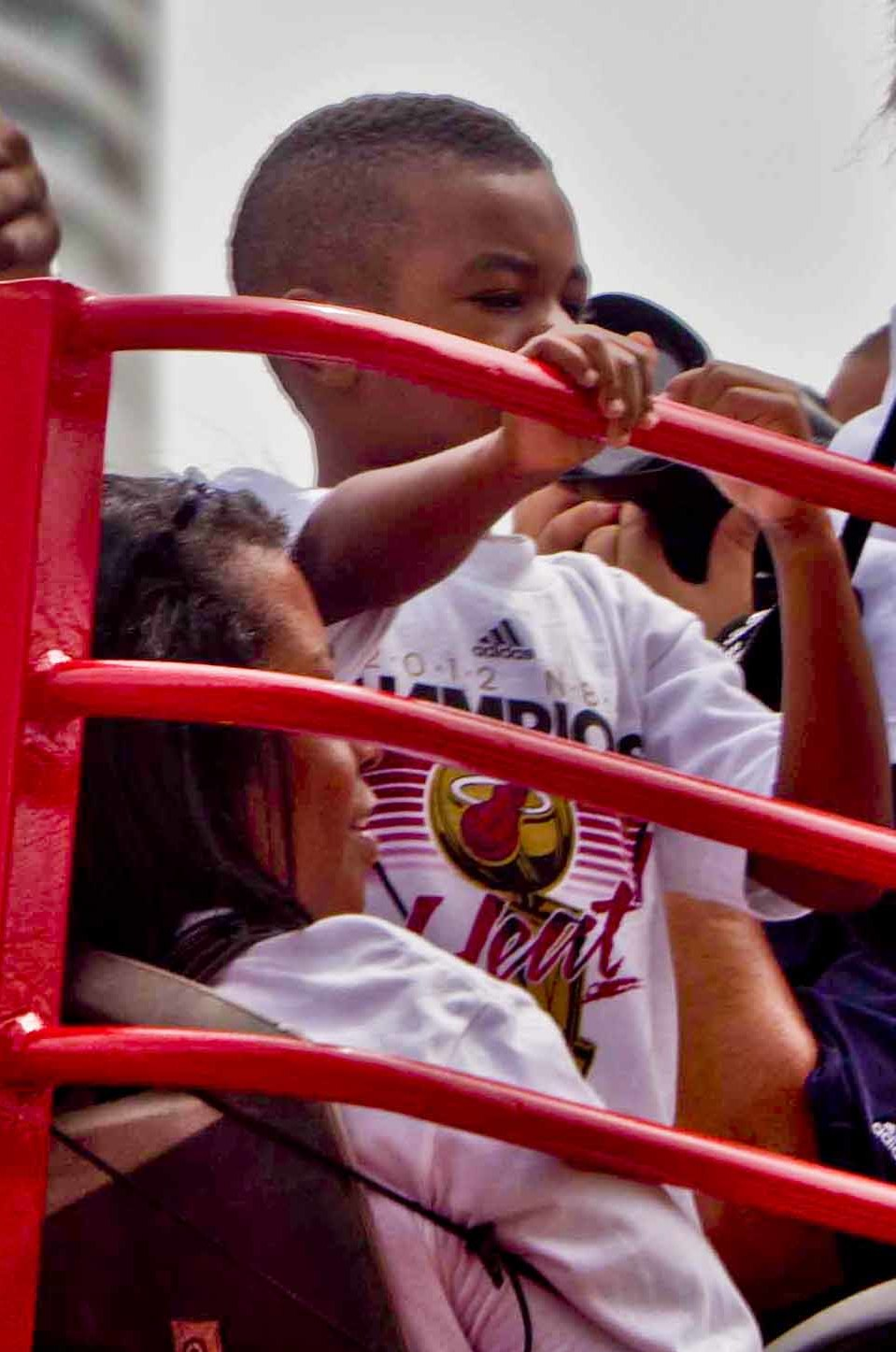
James Jr. en el desfile del campeonato de Miami Heat en 2012.

Cuando era niño jugaba a varios deportes, como baloncesto y fútbol, aunque su padre no le permitió jugar a fútbol americano o hockey sobre hielo, por considerarlos peligrosos.
James Jr. compitió con varios equipos de baloncesto de la Unión Atlética Amateur (AAU) antes de la escuela secundaria. A los nueve años, jugó para los Miami City Ballers en un torneo AAU de cuarto grado mientras era observado por el entrenador en jefe de los Kentucky Wildcats, John Calipari.
En 2014, apareció en varios vídeos de jugadas de baloncesto que atrajeron la atención nacional.
En junio de 2015, condujo al equipo de la AAU Gulf Chips Blue Coast a un campeonato de cuarto grado en la Liga Dallas / Hype Sports Summer Jam.
En febrero de 2018, guio al Old Trail School en Bath Township, Summit County, Ohio, donde asistió a la escuela secundaria, para ganar un torneo de la Independent School League.
En marzo de 2018, ayudó a North Coast Blue Chips a capturar un título de John Lucas All-Star Weekend en Houston. El 2 de abril de 2018, sus Blue Chips terminaron invictos y se proclamaron campeones menores de 13 años en el torneo NY2LA Swish 'N Dish en Wisconsin. En junio, James representó al mismo equipo en el Jr. National Basketball Association (NBA) Midwest Championships contra oponentes de noveno grado y avanzó hasta cuartos de final.
El 6 de agosto de 2018, se matriculó en Crossroads School, una escuela privada K-12 en Santa Mónica, California. Las reglas del estado de California le impidieron unirse inmediatamente al equipo de instituto porque estaba en octavo grado. El 3 de diciembre de 2018, en su primer encuentro para la escuela, anotó 27 puntos en una victoria 61-48 sobre Culver City Middle School.
En abril de 2019, a pesar de ser más joven que la mayoría de la competencia a los 14 años, se unió al equipo de AAU Strive for Greatness en la Nike Elite Youth Basketball League (EYBL) sub-16 en Indianápolis, donde se enfrentó a varios reclutas muy codiciados y recibió elogios de los ojeadores.

### Instituto
Freshman

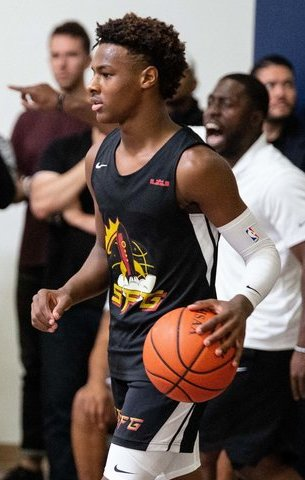
James con Strive For Greatness en el Nike EYBL en 2019.

El 29 de mayo de 2019, James Jr. fue transferido a Sierra Canyon School, una escuela privada K-12 en Chatsworth, Los Ángeles, para su primer año de secundaria. Se unió a la escuela con su hermano Bryce y el recién llegado Zaire Wade, hijo del legendario jugador de baloncesto de los Miami Heat Dwyane Wade compañero y gran amigo de su padre. En los meses siguientes, James llevó a Sierra Canyon junto con los reclutas de cinco estrellas, BJ Boston y Ziaire Williams. Al empezar la temporada, el equipo fue considerado uno de los mejores en el baloncesto de la escuela secundaria, y las redes de ESPN transmitieron 15 de sus juegos. El 21 de noviembre de 2019, James Jr. hizo su debut en la escuela secundaria, anotando 10 puntos desde el banquillo en una victoria sobre Montgomery High School. El 15 de enero de 2020, anotó 17 puntos, el máximo de la temporada, en una victoria sobre Viewpoint School. Como estudiante de primer año, promedió 4,1 puntos en 15 minutos por partido y fue el único jugador de Sierra Canyon en aparecer en los 34 encuentros de la temporada.
Sophomore
En su segundo año no pudo disputar casi ningún encuentro con el equipo. En febrero de 2021, se lesionó el menisco y tuvo que operarse, además la temporada 2020-21 se pospuso por la pandemia de COVID-19. Esa temporada el equipo estuvo liderado por el jugador júnior, Amari Bailey, y terminó con un récord de 16–2.
Júnior
Esa temporada el equipo estuvo liderado por los jugadores sénior Amari Bailey y Kijani Wrigh. Su mejor encuentro como júnior fue el 4 de diciembre de 2021 ante ante Vincent–St. Mary High School con 19 puntos. Su instituto finalizó con un récord de 26–5, y él promedió 8,8 puntos y 3,3 rebotes en 29 encuentros.
Sénior
Antes del comienzo de su año sénior, en agosto del 2022, su instituto disputó tres partidos de exhibición en Europa.
En su último año de instituto fue el líder del equipo y compartió pista con su hermano Bryce. Ese año promedió 14,2 puntos y 5,5 rebotes para un récord de 23-11. Fue elegido para disputar el McDonald's All-American Game de 2023 y formó parte del equipo estadounidense en el Nike Hoop Summit.

### Universidad
El 6 de mayo de 2023, anunció a través de sus redes sociales que había elegido la universidad del Sur de California.
El 24 de julio de 2023, sufrió un paro cardíaco durante una sesión de entrenamiento en la USC. Tras recuperarse y pasar casi cinco meses sin jugar un partido oficial, hace su debut con los Trojans el 10 de diciembre ante Long Beach, saliendo desde el banquillo y anotando 4 puntos. El 5 de abril de 2024, al finalizar la temporada, habiendo disputado 25 encuentros y promediado 4,8 puntos, decidió presentarse al draft de la NBA.

#### Estadísticas
| Año     | Equipo | PJ | PT | MPP  | %TC  | %3P  | %TL  | RPP | APP | ROB | TPP | PPP |
| ------- | ------ | -- | -- | ---- | ---- | ---- | ---- | --- | --- | --- | --- | --- |
| 2023–24 | USC    | 25 | 6  | 19.4 | .366 | .267 | .676 | 2.8 | 2.1 | .8  | .2  | 4.8 |

### Profesional
El 27 de junio de 2024 es elegido en el puesto número 55 del Draft de la NBA de 2024 por Los Angeles Lakers, equipo en el que milita su padre. Convirtiéndose en el primer dúo padre-hijo en la NBA al mismo tiempo. Durante la cobertura del draft por parte de ESPN, Bob Myers (ex mánager general de los Golden State Warriors), afirmó que el agente de James, Rich Paul, estaba amenazando a otros equipos de la NBA para que no seleccionaran a Bronny, porque si lo hacían se iría a jugar a Australia.
Tras una mala pretemporada a nivel de rendimiento, debutó en la NBA en el primer encuentro de la temporada, el 22 de octubre de 2024 ante Minnesota Timberwolves, disputando 3 minutos. Tiempo que le valió para hacer historia junto a su padre, y convertirse en la primera pareja padre-hijo en compartir pista en un encuentro NBA. Tras cinco encuentros con el primer equipo en los que apenas disputa dos minutos por partido, el 7 de noviembre, es asignado al filial de la G League, los South Bay Lakers. Debutó dos días después, el 9 de noviembre ante Salt Lake City Stars, anotando 6 puntos en 31 minutos. Finalizó la temporada disputando 27 encuentros con el primer equipo, uno de ellos como titualr, y promediando 2,3 puntos. Además participó brevemente en dos encuentros de playoffs, sin llegar a anotar.
En julio de 2025 disputó la NBA Summer League, mejorando sus registros del año pasado.

## Estadísticas de su carrera en la NBA

### Temporada regular
| Año     | Equipo      | PJ | PT | MPP | %TC  | %3P  | %TL  | RPP | APP | ROB | TPP | PPP |
| ------- | ----------- | -- | -- | --- | ---- | ---- | ---- | --- | --- | --- | --- | --- |
| 2024-25 | L.A. Lakers | 27 | 1  | 6.7 | .313 | .281 | .786 | .7  | .8  | .3  | .1  | 2.3 |
| Total   | Total       | 27 | 1  | 6.7 | .313 | .281 | .786 | .7  | .8  | .3  | .1  | 2.3 |

### Playoffs
| Año   | Equipo      | PJ | PT | MPP | %TC  | %3P  | %TL | RPP | APP | ROB | TPP | PPP |
| ----- | ----------- | -- | -- | --- | ---- | ---- | --- | --- | --- | --- | --- | --- |
| 2025  | L.A. Lakers | 2  | 0  | 1.8 | .000 | .000 | —   | .0  | .0  | .0  | .0  | .0  |
| Total | Total       | 2  | 0  | 1.8 | .000 | .000 | —   | .0  | .0  | .0  | .0  | .0  |

## Vida personal
James Jr. nació el 6 de octubre de 2004 hijo de LeBron James, y su novia de toda la vida (ahora esposa) Savannah Brinson, que se conocieron cuando asistían al St. Vincent – St. Mary High School en Akron, Ohio. James Jr. fue criado por sus dos padres. Su padre, que es cuatro veces campeón de la NBA y cuatro veces el jugador más valioso de la NBA, a menudo es considerado como uno de los mejores jugadores de baloncesto de todos los tiempos.
James tiene un hermano menor, Bryce, nacido en 2007, y una hermana menor, Zhuri, nacida en 2014. Su padrino es el también jugador de baloncesto Chris Paul.
James ha usado la camiseta número 0 como inspiración de su jugador favorito de la NBA Russell Westbrook. Al pasar a octavo curso, se cambió al número 23 en honor a su padre.
En agosto de 2020, firma con la organización deportiva FaZe Clan.
En octubre de 2022, protagoniza un anuncio publicitario junto a su padre, para la marca de auriculares Beats by Dre, con la que firma contrato de patrocinio.